# Rue Pouplin
La rue Pouplin est une rue du centre de Liège reliant la rue Jonfosse à la rue Monulphe.

## Odonymie
Jean-Baptiste Pouplin, né à Gisors le 10 octobre 1767 et mort à Liège le 18 avril 1828 , est un instituteur belge d'origine française.
Il est le fondateur d'une des premières écoles pour sourds-muets sur le continent européen, à Liège en 1819.

## Architecture
Deux immeubles de style Art déco se situent aux nos 5 et 11.

## Riverains
La gare de Liège-Carré, connue auparavant sous le nom de gare de Liège-Jonfosse, a été inaugurée en 1881.
L'institut de travaux publics de Liège est situé au no 27.
La salle de spectacles Soundstation est utilisée de 1996 à 2014 avant que les spectacles ne soient donnés aux Bains de la Sauvenière.

## Voies adjacentes
- Rue Jonfosse
- Rue Stéphany
- Rue Monulphe